# United Paramount Network

Das Logo des Senders

Das United Paramount Network (UPN) war ein US-amerikanisches Fernseh-Network, das hauptsächlich Produktionen der ehemaligen Paramount-Pictures-Tochtergesellschaft Paramount Television zeigte. Das Network gehörte dem Medienkonzern CBS Corporation.

## Geschichte
UPN startete am 16. Januar 1995 als Joint Venture zwischen Paramount und der United Television Group (heute Teil von News Corporation), genau zwei Tage vor dem Konkurrenzsender The WB von Time Warners Tochterunternehmen Warner Bros. Entertainment. Der Pilotfilm Der Fürsorger zu Paramounts neuer Serie Star Trek: Raumschiff Voyager eröffnete das Programm. Im Jahr 2000 erwarb Viacom die volle Kontrolle über den Sender, musste sich aus Wettbewerbsgründen allerdings von einigen Fernsehstationen trennen. Obwohl UPN als vollwertiges Network angesehen wurde, war es nicht in allen Märkten der USA empfangbar (nur ca. 85 % im Jahr 2003). UPN, WB und das noch kleinere PAX-Network (jetzt als Ion Television bekannt) wurden daher auch als Netlets bezeichnet.
UPN machte mit der Absetzung von Star Trek: Enterprise zuletzt 2005 in Deutschland Schlagzeilen. Die Serie wurde nach nur 4 Staffeln wegen zu schlechter Quoten eingestellt. Kritiker behaupten jedoch, dass die Serie nur nicht ausreichend beworben wurde.
Nach der Aufteilung des alten Viacom-Konzerns in zwei Unternehmen per 1. Januar 2006 gehörte UPN zur CBS Corporation.
Im September 2006 verschmolzen UPN und The WB zum neuen Network The CW. Damit stellte zum ersten Mal seit DuMont 1956 ein amerikanisches Network den Betrieb ein.

## Sendungen
Beispiele für Sendungen, die bei UPN (erst-)ausgestrahlt wurden, sind Moesha, Sonic Underground, WWE SmackDown!, America’s Next Top Model, Half'n'Half, Heißes Pflaster Hawaii, Girlfriends, Veronica Mars, Star Trek: Enterprise, Star Trek: Raumschiff Voyager, Jake 2.0, Special Unit 2, Seven Days – Das Tor zur Zeit, Buffy – Im Bann der Dämonen, Alle hassen Chris und Der Sentinel – Im Auge des Jägers.